# Mata Anonilla
Mata Anonilla är en ort i Mexiko.   Den ligger i kommunen Tierra Blanca och delstaten Veracruz, i den sydöstra delen av landet, 290 km öster om huvudstaden Mexico City. Mata Anonilla ligger 116 meter över havet och antalet invånare är 310.
Terrängen runt Mata Anonilla är platt. Runt Mata Anonilla är det ganska tätbefolkat, med 65 invånare per kvadratkilometer. Närmaste större samhälle är Acatlán de Pérez Figueroa, 16,3 km sydväst om Mata Anonilla. Trakten runt Mata Anonilla består till största delen av jordbruksmark.